# 玛达玛庄园
玛达玛庄园是文艺复兴时期修建的一座显赫的郊野庄园。
庄园位于意大利罗马以西的马里奥山半山腰，南距离梵蒂冈仅几英里，北侧紧邻古奥林匹克体育场。即使并未完全建成，这座庄园以其凉廊、分段的有柱庭院、中心开放外设露台的大别墅等建筑特点，深深影响了之后几代文艺复兴全盛期的建筑师。

## 建造过程
时任大主教利奥十世的表亲红衣主教朱利奥·德·美第奇将庄园的设计委托给了拉斐尔。 拉斐尔1520年37岁便去世，然而刚于1518年开始的庄园建造还远未完工，工程由他最杰出的门徒小安东尼奥·达·桑加罗接手，审视整个方案的进展与施工的过程。

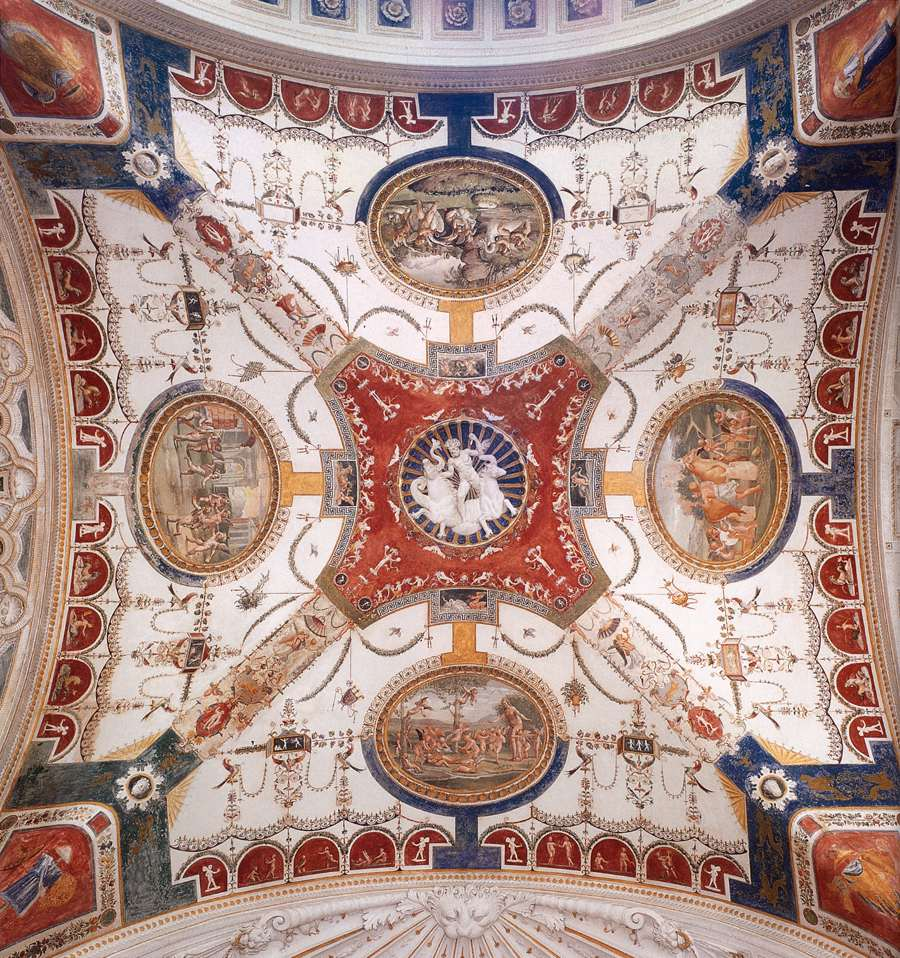
花园凉廊一个侧翼的天花装饰 (Giovanni da Udine, c. 1521)

细部装饰由 Giulio Romano 和 Baldassare Peruzzi完成，他们每一位都有资历单独开业；Giovanni da Udine 模仿当时发掘出的尼禄时期的Domus Aurea完成了主要的浅浮雕装饰部分；最后，还有 Giovan Francesco Penni ("il Fattore") 以及佛罗伦撒雕塑家巴喬·班迪內利也参与了进来。除拉斐尔凉廊以外，最著名的艺术杰作当属Giulio Romano绘制的salone之中的穹顶天花。在1523年朱利奥·德·美第奇顺利即位成为第二位美第奇教皇之后，工程于1524至1525年间继续进行，直到1527年的罗马沦陷。这个时期庄园受到损毁。日后即使有所修复，但庄园从此再未修建完成。